# Death Before Dishonor X
Death Before Dishonor X: State of Emergency foi um evento pay-per-view produzido pela Ring of Honor (ROH), sendo a décima edição do Death Before Dishonor. Foi exibido em 15 de setembro de 2012, e contou no evento principal com uma Luta Sem Desqualificações entre Kevin Steen e Rhino pelo ROH World Championship.

## Resultados
| No.                                      | Resultados | Estipulação                                              |
| ---------------------------------------- | --- | -------------------------------------------------------- |
| 1                                        | S.C.U.M. (Jimmy Jacobs e Steve Corino) derrotaram Caprice Coleman e Cedric Alexander                                | Luta de duplas                                           |
| 2                                        | Tadarius Thomas derrotou Silas Young                                                                                | Luta qualificatória para o Survival of the Fittest 2012  |
| 3                                        | Kyle O'Reilly derrotou ACH                                                                                          | Luta simples                                             |
| 4                                        | Rhett Titus e Charlie Haas (c/ Shelton Benjamin) derrotaram The Briscoe Brothers (Jay and Mark Briscoe)             | Luta de duplas                                           |
| 5                                        | Jay Lethal derrotou Homicide                                                                                        | Luta simples                                             |
| 6                                        | The House of Truth (Roderick Strong e Michael Elgin) (c/ Truth Martini) derrotou Irish Airborne (Jake e Dave Crist) | Luta de duplas                                           |
| 7                                        | Adam Cole (c) derrotou Mike Mondo                                                                                   | Luta simples pelo ROH World Television Championship      |
| 8                                        | S.C.U.M. (Jimmy Jacobs e Steve Corino) derrotaram Rhett Titus e Charlie Haas (c/ Shelton Benjamin)                  | Luta de duplas pelo vago ROH World Tag Team Championship |
| 9                                        | Kevin Steen (c) derrotou Rhino (c/ Truth Martini)                                                                   | Luta Sem Desqualificações pelo ROH World Championship    |
| (c) – refere-se ao campeão antes da luta | |                                                          |